# 巧可啵GP 大賽車
《巧可啵GP 大賽車》是一款卡丁車賽車遊戲，為最終幻想衍生的陸行鳥系列作品之一。遊戲類似同系列1999年作品《陸行鳥大賽車》，唯加入了多人遊戲模式。玩家選擇一名角色，在賽道中競速，途中可以使用施展技能阻礙對手行動。
遊戲在2022年3月10日由史克威爾艾尼克斯發行於任天堂Switch上，以慶祝最終幻想系列35周年。在發行後評價褒貶不一，本作在控制、賽道設計、模式、角色技能方面受到評論者褒揚，然而批評遊戲充滿課金要素。同年12月22日更新第五賽季，同時宣佈停止更新。

## 內容與玩法

「系列賽程模式」遊戲截圖，展示了雙人玩法。左上角為「魔石」系統；右下角為目前排名；雙方熒幕中間為賽道地圖，顯示玩家所在位置

《巧可啵GP 大賽車》玩法與同系列陸行鳥系列1999年作品《陸行鳥大賽車》相似，同為卡丁車賽車遊戲，並可供單人或多人遊玩。遊戲提供一系列最終幻想系列中的角色以供選擇，各個角色能力都有所不同。玩家挑選一名角色並自行裝配載具，然後與其他玩家或電腦AI競速比賽。賽道場景設定在最終幻想系列中，例如《最終幻想VII》的金蝶遊樂場和《最終幻想IX》的亞歷山德里亞城。在比賽間，玩家可運用動力漂移來急轉彎和加速，又可收集賽道中的「魔石」隨機獲得增强自己或削弱對手的能力，使用「魔石」則可以發動該能力，若收集三塊同種「魔石」，則發揮的能力效果更強。
遊戲有六种模式。「故事模式」為其一，以一眾角色受冠軍獎勵「能實現任何一個願望」吸引，而參加比賽為背景。玩家可透過故事模式瞭解遊戲規則，並在該模式中完成任務後，能獲得遊戲獎勵。其餘模式則為計算某張地圖繞行三圈所花時間的「計時挑戰模式」、由四場比賽組成的「系列賽程模式」、自訂規則的「自訂賽程模式」、最多64人大逃杀比賽的「巧可啵GP模式」、最多8人連線對戰的「多人遊玩模式」。
遊戲還有賽季活動，每次為期數個月。在每個賽季中會添加新角色和地圖等。玩家需在遊戲商店購買榮譽季票然後在活動期間進行「巧可啵GP模式」的大逃杀比賽並獲得賽季積分，擁有一定的積分等級，則會獲得限定角色和賽車又或在遊戲商店兌換各種物品。此外，玩家亦可以通過直接購買遊戲貨幣「秘銀」來購買限定角色。

## 開發與發行

《巧可啵GP 大賽車》發行商，史克威爾艾尼克斯

《巧可啵GP 大賽車》是因遊戲總監前田明彥和製作人岡山博典在製作《陸行鳥大冒險EVERY BUDDY！》後，打算推廣「Chocobo」一角色到日本國外而開始開發。岡山稱他們因此選擇了受歡迎的賽車遊戲。前田表示他們在開發時借鑑《陸行鳥大賽車》的玩法，但亦改變了規則，讓新作更容易遊玩。在有關中文命名方面，前田指他們希望玩家將「Chocobo」當成角色來看待，因此用和日文發音相近的中文名字「巧可啵」定名。
遊戲在2020年12月開始在全球各地以Chocobo GP和Chocobo Grand Prix兩名注冊商標，後於2021年9月3日在網絡直播任天堂直面會中宣佈將在2022年發行。2022年3月10日，遊戲由史克威爾艾尼克斯正式在任天堂Switch發行，並同步推出免費體驗版，體驗版僅可游玩「故事模式」的序章和「多人遊玩模式」。自發行之後，遊戲共有5次賽季活動。遊戲在12月22日更新第五賽季，但同時宣佈在該賽季後停止更新並移除課金系統。

### 衍生作品
遊戲有一衍生作《ChocoboGP'》，其早於2022年1月13日在iOS和Android平台發行。

## 評價與影響

### 媒體評價
評論匯總網站Metacritic基於73條評論給予《巧可啵GP 大賽車》63/100的評分，遊戲所獲評價褒貶不一。評論者褒揚本作的控制、賽道設計、模式、角色技能，然而批評遊戲就如手機免費遊戲般充滿課金要素。
Shacknews的TJ·丹澤（TJ Denzer）認為「許多典型的卡丁車賽車元素都在遊戲中並且得到了很好的實現」，同時集合最終幻想系列的美好回憶，在卡丁車賽車遊戲是一種十分好的想法。Nintendo Life的PJ·歐萊禮（PJ O'Reilly）亦認為該作是一款「明亮多彩」的卡丁車賽車遊戲，控制流暢、賽道設計精心之餘，還有有許多角色和模式。《Hardcore Gamer》的克絲汀·斯娃莉（Kirstin Swalley）對於每個角色都有自己獨特的技能和魔石系統表示贊揚，同時覺得遊戲設計精緻。任天堂世界報道的尼爾·羅納漢（Neal Ronaghan）則褒揚本作的模式，表示故事模式可愛和巧可啵GP模式很酷。
然而，也有評論者對遊戲角色作出批評。Jeuxvideo.com的meakaya指遊戲角色和賽車數量對比起其他遊戲來説有所不足，如與《瑪利歐賽車8 豪華版》對比是相形見絀。
大多評論者，包括歐萊禮、斯娃莉、meakaya、羅納漢、《個人電腦雜誌》的加布里埃爾·薩莫拉（Gabriel Zamora）和Destructoid的克里斯·卡特（Chris Carter）都批評遊戲包含微交易系統。羅納漢認為季票是「一個反烏托邦的混亂」。薩莫拉亦指微交易「破壞體驗」。卡特認為遊戲內賺取金幣的方式是「無害的」，然而最大問題在遊戲需要額外購買季票系統和高級貨幣才能得到某些角色，這讓他「樂趣完全下降」，他亦點出若取消季票系統以及降價會使遊戲更具吸引力。
此外，斯娃莉和薩莫拉都指出遊戲音樂平淡無奇，缺乏多樣性。

### 作品銷量
《巧可啵GP 大賽車》在日本發行首週為第六暢銷遊戲，售出12414份。而在台灣首週銷量則排名第一。

## 外部連結
- 官方网站